# اتجاه سماوي

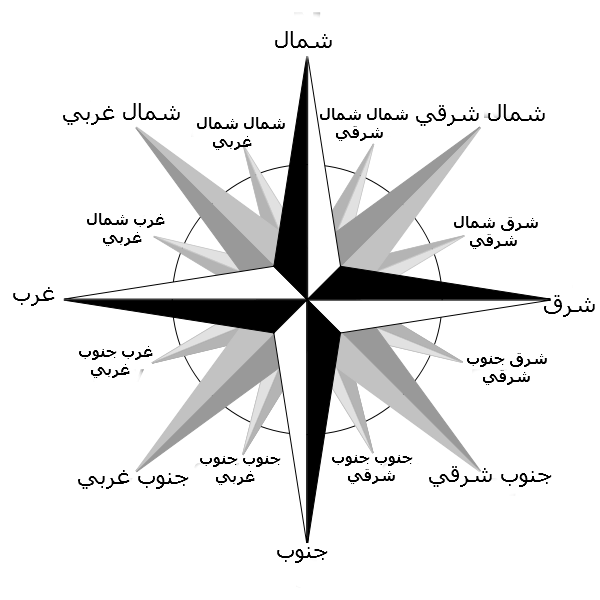
الاتجاهات السماوية الأساسية.

الاتجاهات السماوية هي الاتجاهات التي تنتج عن تقاطع كل من دائرة الزوال والدوائر الرأسية مع الأفق[ ؟ ]. والاتجاهات السماوية الأصلية هي الشمال، والشرق، والجنوب، والغرب. ويتحدد الشمال والجنوب بنقط تقاطع دائرة الزوال مع الأفق (في نقطة الشمال ونقطة الجنوب)، بينما يتحدد الشرق والغرب بنقطتي الأفق اللتان تتلاقيان عندهما الدائرة التي تصنع زاوية 90° على كل من الأفق ودائرة الزوال (نقطة الشرق ونقطة الغرب). كما يمكن الإشارة إلى اتجاهات بينية مثل الجنوب الغربي، وجنوب الجنوب الغربي. وتزداد شمالية نقطة ما على الكرة السماوية كلما اقتربت تلك النقطة من القطب الشمالي.